# Seminário do Norte
O Seminário do Norte (em inglês:   Northern Seminary) é um seminário batista em Lisle (Illinois), nos subúrbios de Chicago, Estados Unidos. Ele é afiliado das Igrejas Batistas Americanas EUA.

## História
O Seminário foi fundado em 1913 pela Segunda Igreja Batista de Chicago sob o nome Northern Baptist Theological Seminary como uma alternativa teologicamente conservadora dentro da estrutura de sua associação com as American Baptist Churches USA (Convenção Batista do Norte).  Em 1920, um departamento colegiado foi fundado e a Convenção Batista do Norte tornou-se parceira do seminário.  Em 1963, mudou-se para Lombard (Illinois).  Em 2004, foi renomeado como Seminário do Norte.  Em 2017, ela se mudou para Lisle (Illinois). 

## Afiliações
Ela é membro das Igrejas Batistas Americanas EUA. 